# Jan Alsterl z Astfeldu
Jan Alsterl z Astfeldu († 1666) nebo také Jan Alster z Astfeldu byl český šlechtic a příslušník rodu Alsterlů z Astfeldu.

## Život
Narodil se jako syn vladyky a českobudějovického radního, správce Mikuláše Alstera z Astfeldu. Datum jeho narození není známo. 
Od poloviny 20. let 17. století Jan působil jako sekretář českého místodržitelství, člen sekretariátu vojenské expedice a frýdlantské revizní komise a účastnil se zasedání zemského sněmu. Mezi lety 1640 a 1642 byl podřízen nejvyššímu vojenskému veliteli v Čechách, arcivévodovi Leopoldu Vilémovi. 
Žil v Praze na Malé Straně, kde vlastnil tři spojené domy s číslem popisným 486/a, 486/b a 486/c. Za švédského vpádu do Čech se podílel na převozu českých korunovačních klenotů z Prahy do Českých Budějovic, cestou byl vážně zraněn. Při vpádu Švédů do Prahy roku 1648 byly jeho domy vypleněny a on sám na kratší dobu zajat. 
Roku 1665 byl Jan povýšen císařem Leopoldem I. do rytířského stavu. 
Jan Alsterl z Astfeldu zemřel roku 1666.

### Manželství a potomstvo
Jan Alsterl z Astfeldu se oženil s Veronikou Kateřinou Osterštokovou z Astfeldu, bohatou a schopnou vdovou po císařském brusiči kamenů, která přinesla do rodinného majetku mnoho domů a statků. 
Jan měl tři syny: Františka Mikuláše, Jana Kryštofa, Maximiliána Františka a Ferdinanda Albrechta. 